# Afrolongichneumon nigrifrons
Afrolongichneumon nigrifrons är en stekelart som beskrevs av Heinrich 1968. Afrolongichneumon nigrifrons ingår i släktet Afrolongichneumon och familjen brokparasitsteklar. Inga underarter finns listade i Catalogue of Life.